# Lidečko
Lidečko är en ort i Tjeckien.   Den ligger i regionen Zlín, i den östra delen av landet, 280 km öster om huvudstaden Prag. Lidečko ligger 445 meter över havet och antalet invånare är 1 873.
Terrängen runt Lidečko är huvudsakligen kuperad, men åt sydväst är den platt. Lidečko ligger nere i en dal. Runt Lidečko är det ganska glesbefolkat, med 35 invånare per kvadratkilometer. Närmaste större samhälle är Vsetín, 15,6 km norr om Lidečko. I omgivningarna runt Lidečko växer i huvudsak blandskog.